# Kamer van de WIC van Zeeland
De Kamer van de WIC van Zeeland was een van de vijf kamers van de West-Indische Compagnie en stond in Middelburg.
De andere kamers bevonden zich in Amsterdam, Hoorn, Rotterdam en Groningen. De WIC Kamer van Zeeland had twaalf bewindsvoerders en richtte zich voornamelijk op de handel met en exploitatie van de koloniën in Nederlands-Guiana. De Zeeuwse koopman Abraham van Peere kreeg in 1627 van de WIC het patronaatschap van de kolonie Berbice; dit gaf hem rechten om aan de Berbice-rivier een kolonie te stichten en te exploiteren.